# Die große Stille (Kurzgeschichte)
Die große Stille (im englischen Original The Great Silence) ist eine Science-Fiction-Kurzgeschichte des amerikanischen Autors Ted Chiang, die ebenfalls für eine Videoinstallation des Künstlerduos Allora & Calzadilla verwendet wurde. Die Erstveröffentlichung war im e-flux Journal im Mai 2015 und die Kurzgeschichte ist ebenfalls erschienen in den Anthologien The Best American Short Stories im Jahr 2016 und Exhalation im Jahr 2019. Eine deutsche Übersetzung von Jakob Schmidt erschien in der gleichnamigen Anthologie Die große Stille im Jahr 2020.

## Handlung
Mit dem Arecibo-Observatorium in Puerto Rico versuchen Menschen sich an der Kommunikation mit außerirdischen Zivilisationen und der Auflösung des Fermi-Paradoxons, während zur gleichen Zeit andere Spezies wie die Papageien in Puerto Rico durch drohende Auslöschung zum Schweigen gebracht werden. Der afrikanische Graupapagei Alex verstand nicht nur die Vokabeln für Formen und Farben, sondern sogar die Konzepte dahinter, und fragte die existentielle Frage nach seiner eigenen Farbe. Seine letzten Worte an seine Wissenschaftlerin Irene Pepperberg sind die gleiche Botschaft des die Geschichte erzählenden Papageis an die Menschen: „You be good. I love you.“